# Tajvani gasztronómia

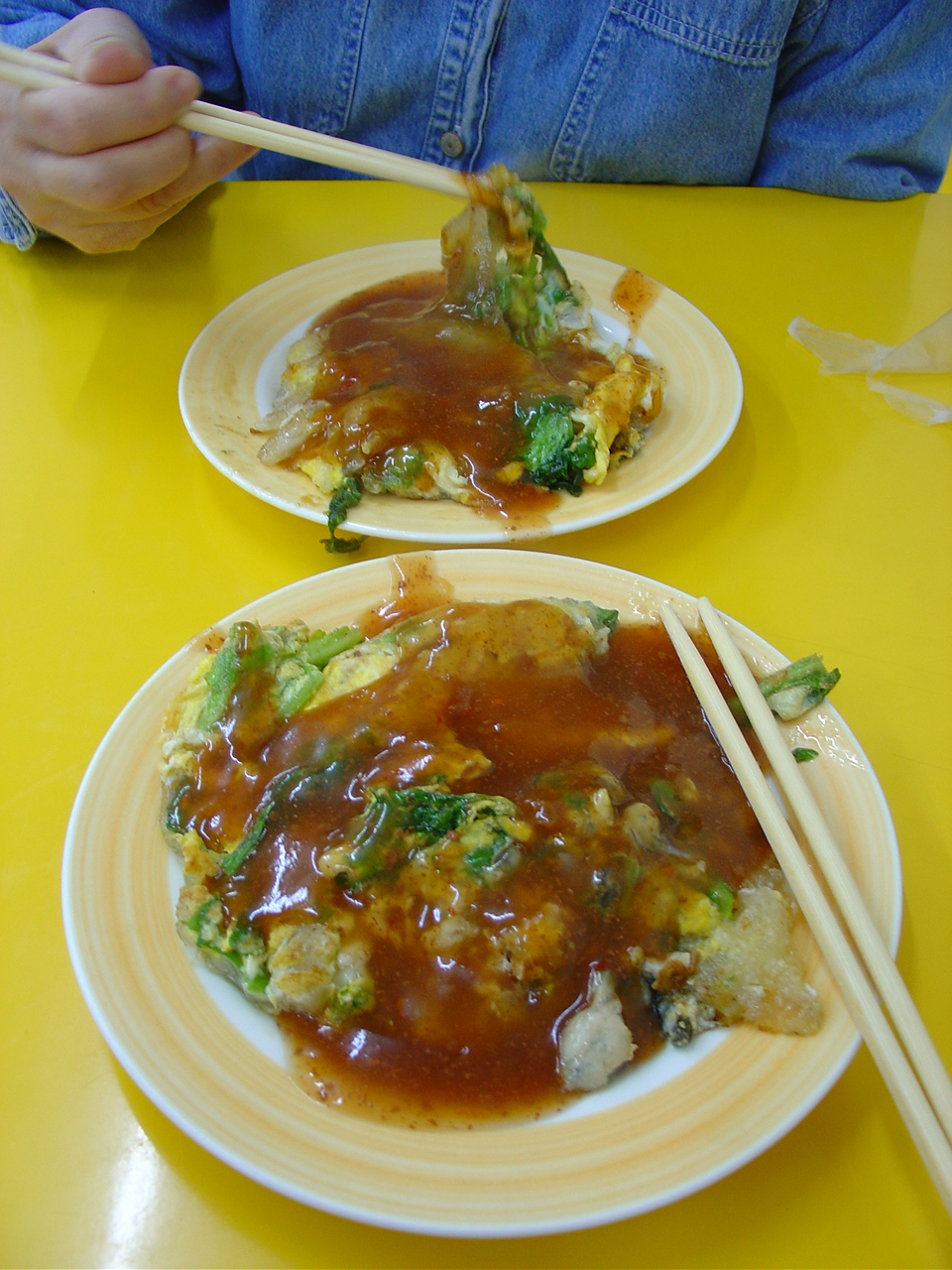
Tajvani osztrigaomlett

A tajvani konyha jellegzetessége, hogy tükrözi az ország etnikai, kulturális és földrajzi helyzetét is, azaz többféle konyha keveréke. Mivel a lakosság nagy része han kínai származású, a kínai konyha ételei meghatározóak, de itt is többféle régió (a földrajzi elhelyezkedés miatt leginkább a déli tartományok) jellegzetességei keverednek: a hongkongi, szecsuani, csiangszui és csöcsiangi ételek is jelen vannak. Emellett az ötvenéves japán uralom nyomán a japán konyha is hatással volt a tajvani konyhára, valamint a bennszülött népek (holo, hakka) konyhája is.
A tajvani konyha alkalmazkodott a sziget sajátságos mezőgazdasásági viszonyaihoz, az ételek egyszerűek, teljes mértékben kihasználják a korlátozott alapanyagok nyújtotta lehetőségeket. Mivel kevés a művelhető termőföld, a gabonából készült ételek nem jellemzőek. Sok halat és egyéb tengeri élőlényeket (például kagylóféléket) fogyasztanak, a rizs gyakori kiegészítője az édesburgonya és a tarógyökér. A hal mellett főként csirkehúst fogyasztanak, a sertés- illetve marha- vagy bárányhús nem annyira jellemző, mert drága alapanyag. A buddhizmus hatására elterjedtek a vegetáriánus éttermek.
Az ételek enyhe fűszerezésűek, a legnépszerűbb gyümölcs- és zöldségfélék az ananász, a balzsamkörte (keserűtök), a fekete bab, a retek (melyet savanyítva fogyasztanak), a földimogyoró, a chilli, a petrezselyem.
Népszerűek az éjszakai piacok különféle falatozói, ahol például tajvani virsli-különlegességeket, állati vérrel kevert rizsből sütött o· bí-ko-t (烏米糕) és osztrigaomlettet lehet fogyasztani.
A tajvani konyhában kedveltek az úgynevezett „falatok” (hsziao csi (xiao chi)), a kantoni konyhára is jellemző dimsumhoz, illetve a spanyol tapashoz hasonlóan az ételt kis adagokban szolgálják fel, a húst eleve apróbb darabokra vágva készítik.

## Jellegzetes ételek és italok

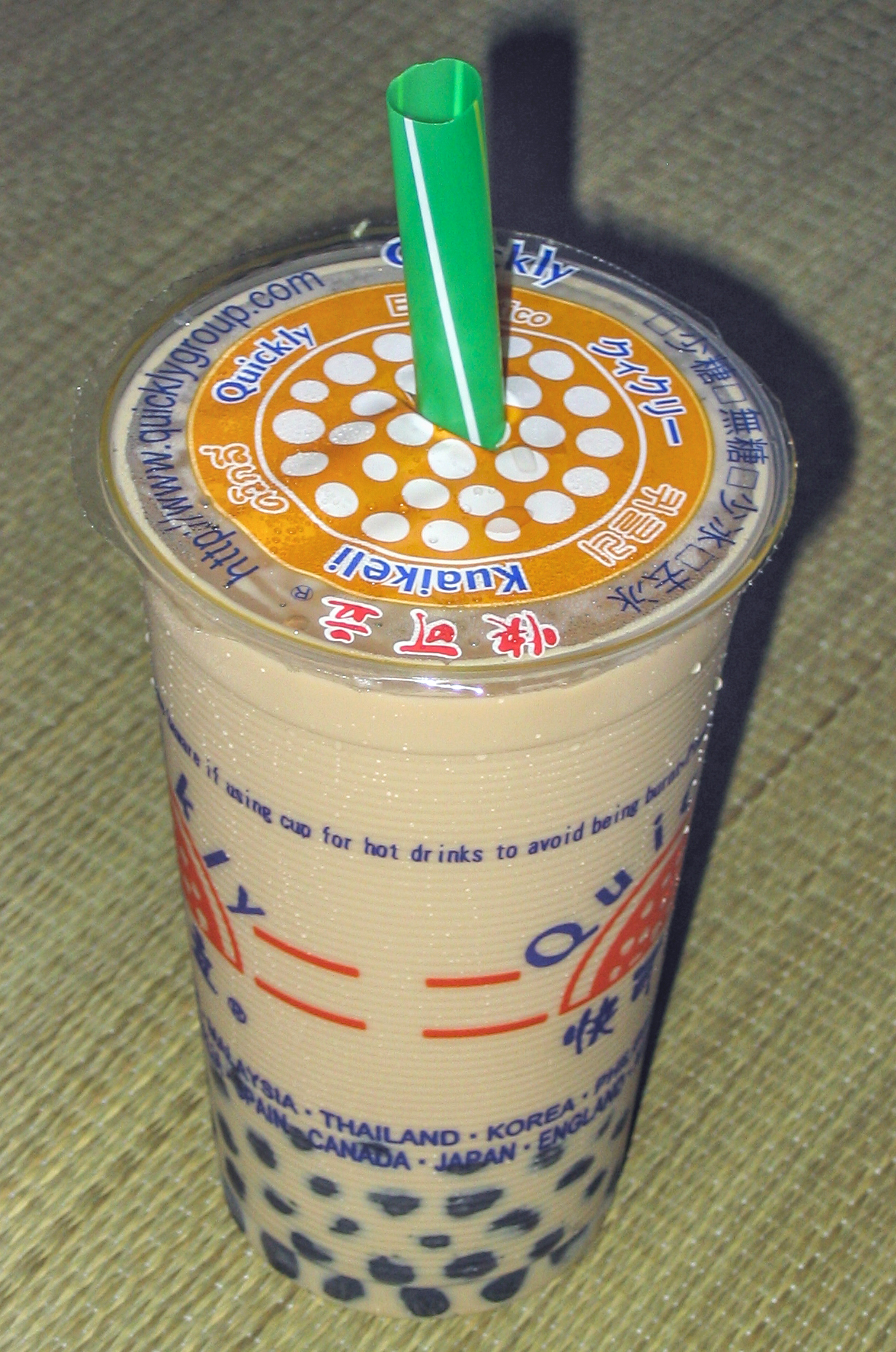
A „buborékos tea” tajvani találmány

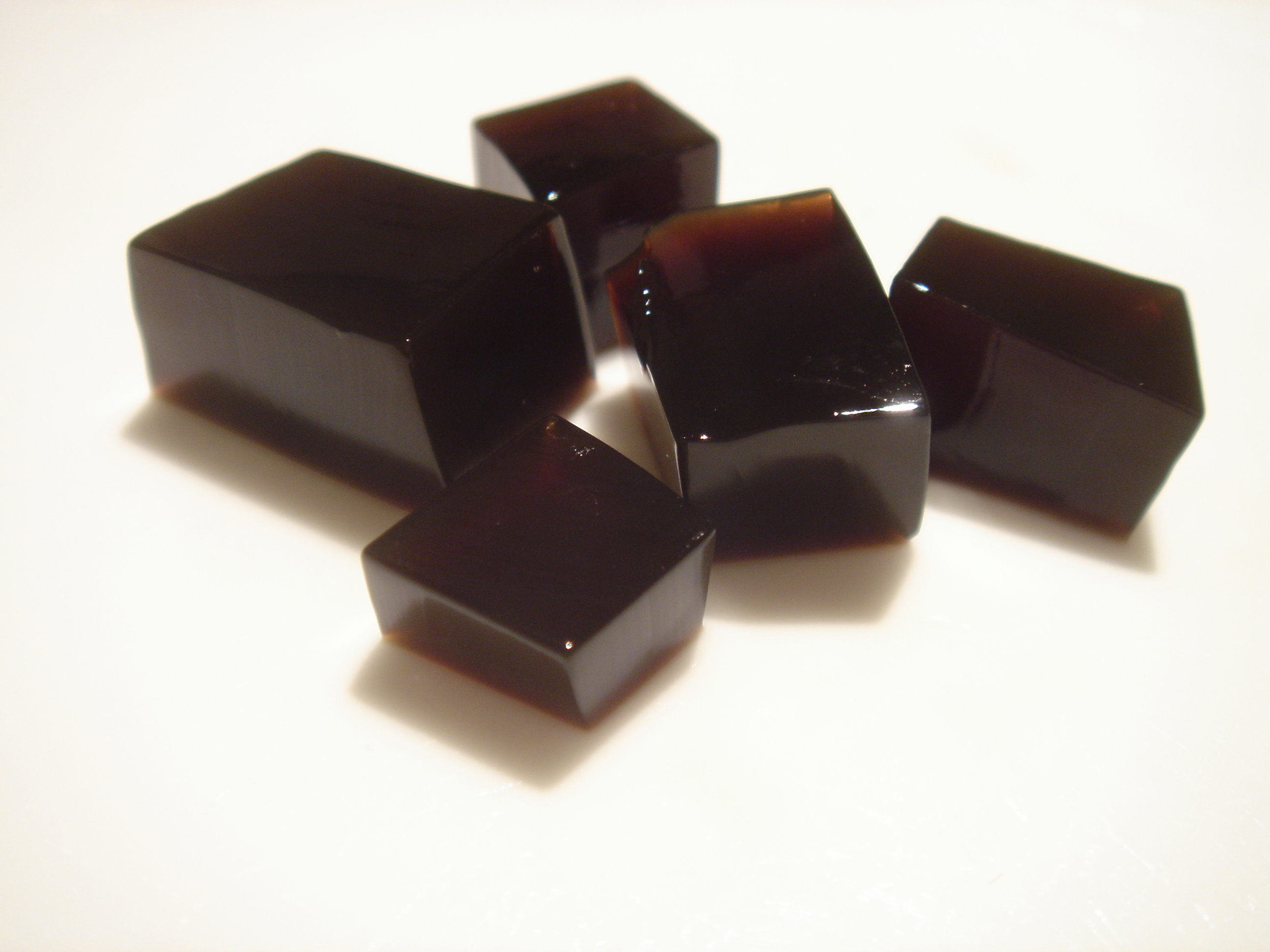
hsziencao (xiāncǎo) (grass jelly)

- jiû-hî keⁿ (魷魚羹, jujü keng (yóuyú gēng)) – sűrű tintahalleves halkrémmel.
- ô-á-chian (蚵仔煎, kocaj csien (kézǎi jiān)) – osztrigaomlett, a legnépszerűbb tajvani harapnivaló[1]
- ô-á mī-sòaⁿ (蚵仔麵線, kocaj mienhszien (kézǎi miànxiàn)) – osztrigából és üvegtésztából készülő sűrű leves
- o· bí-ko (烏米糕, hejmi kao (hēimǐ gāo)) – sertésvérből és rizsből készült étel, a négyzet alakúra formált masszát megsütik és pálcikára szúrva kínálják. Lehet hozzá szószt és földimogyoró-reszeléket kérni.
- ló·-bah-pn̄g (魯肉飯, luzsou fan (lǔròu fàn)) – kockára vágott vagy darált, zsíros sertéshús szójaszósszal és fűszerekkel összefőzve, rizsen tálalva
- tōa-tn̂g pau sió-tn̂g (大腸包小腸) – tajvani harapnivaló, az éjszakai piacok egyik kedvenc étele; grillezett, édes, sertéshúsból készült virslit töltenek egy sós, ragadós rizsmasszába, fokhagymával és bazsalikommal ízesítik.
- szan pej csi (sān bēi jī) (三杯雞) – szó szerint azt jelenti, „három csészés csirke”, mert a szósz egy-egy csésze rizsborból, szezámolajból és szójaszószból áll.
- ma la kuo (má là guō) (麻辣鍋) – fűszeres hot pot
- sian-chháu (仙草, hsziencao (xiāncǎo)) – az árvacsalánfélék családjába tartozó, a mentához hasonló Mesona chinensisből készült zselékockák; ha felmelegítik és megolvad, forró italként is fogyasztható.

Igazi tajvani különlegesség a csen csu naj csa (zhēn zhū nǎi chá) (珍珠奶茶), amit „buborékos teának” lehet fordítani. Az édes teaalaphoz különféle gyümölcsízű szirupokat vagy tejet öntenek, gyümölcsös tápiókagyöngyöket tesznek bele és az egészet összrázzák, amitől az ital teteje habos lesz (innen ered a neve).

## Fordítás
- Ez a szócikk részben vagy egészben  a   Taiwanese cuisine című angol Wikipédia-szócikk fordításán alapul.  Az eredeti cikk szerkesztőit annak laptörténete sorolja fel. Ez a jelzés csupán a megfogalmazás eredetét és a szerzői jogokat jelzi, nem szolgál a cikkben szereplő információk forrásmegjelöléseként.